# Spathiphyllum grazielae
Spathiphyllum grazielae L.B.Sm. – gatunek wieloletnich, wiecznie zielonych roślin zielnych z rodzaju skrzydłokwiat, z rodziny obrazkowatych, występujący w brazylijskim stanie São Paulo, zasiedlający równikowe lasy deszczowe.